# Baai van Osaka

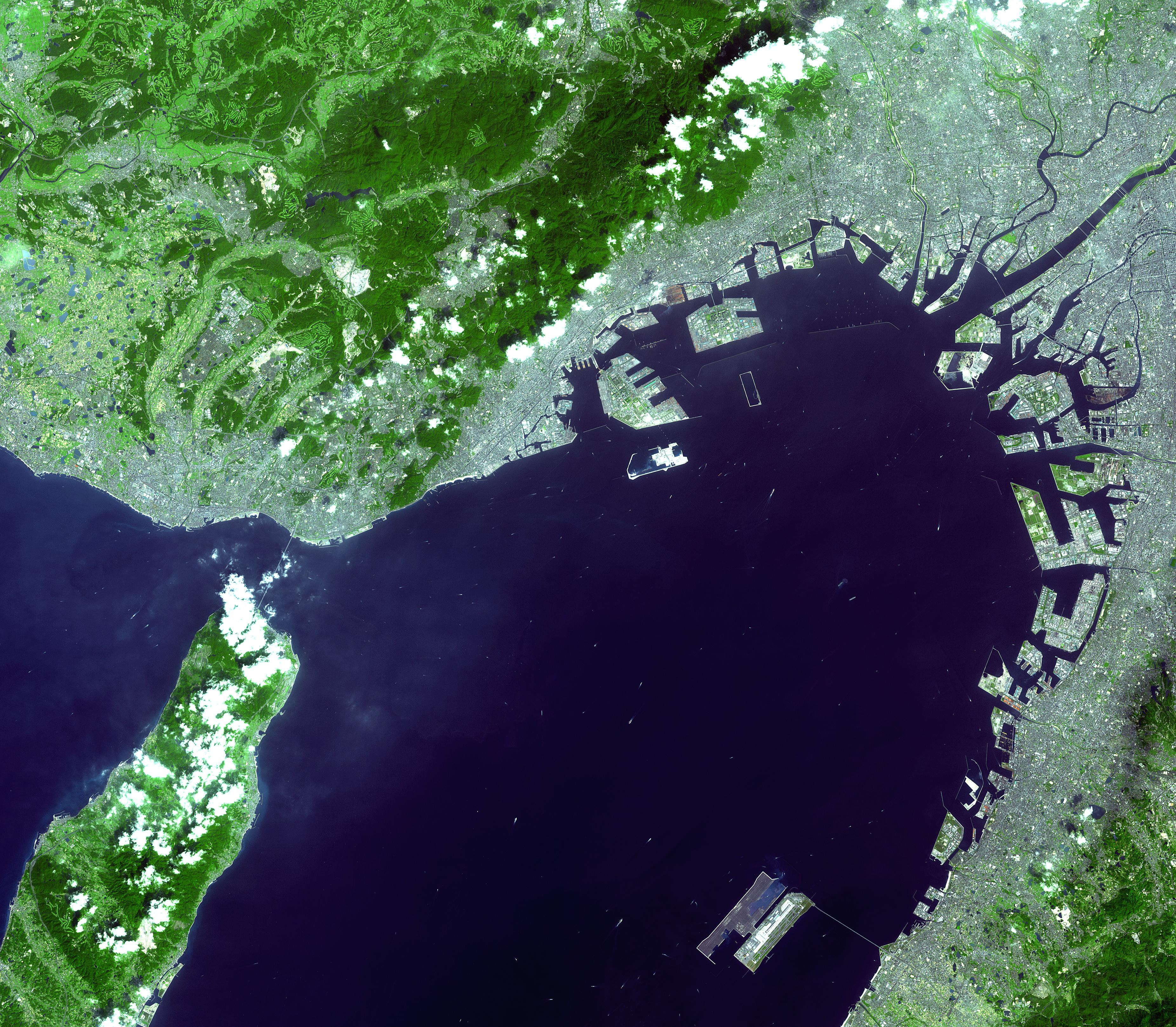
Satellietfoto van het noordelijke deel van de Baai van Osaka

De Baai van Osaka (Japans: 大阪湾 Osaka-wan) is een baai in het westen van Japan. De baai is het oostelijk deel van de Japanse Binnenzee. De baai wordt begrensd door het Kii-kanaal , dat de grens vormt met de rest van de Japanse Binnenzee en door de Straat van Akashi die de grens vormt met de Grote Oceaan. De westelijke kust van de baai wordt gevormd door het eiland Awaji, het noordelijke en oostelijke deel van de baai maakt deel uit van de regio Kansai.
Er bevinden zich verschillende belangrijke havens in de baai van Osaka waaronder Osaka, Kobe, Nishinomiya, Sakai, Amagasaki en Hannan.
Er bevinden zich tevens een aantal kunstmatige eilanden in de baai van Osaka. Hiertoe behoren Kansai International Airport, Port Island, Kobe Airport en Rokko Island.